# Eusounama
Eusounama is een geslacht van halfvleugeligen uit de familie Aphrophoridae. De wetenschappelijke naam van dit geslacht is voor het eerst geldig gepubliceerd in 1942 door Liu.

## Soorten
Het geslacht Eusounama  is monotypisch en omvat slechts de volgende soort:
- Eusounama wuchangia Liu, 1942